# Persecución de los judíos en la Hispania visigoda

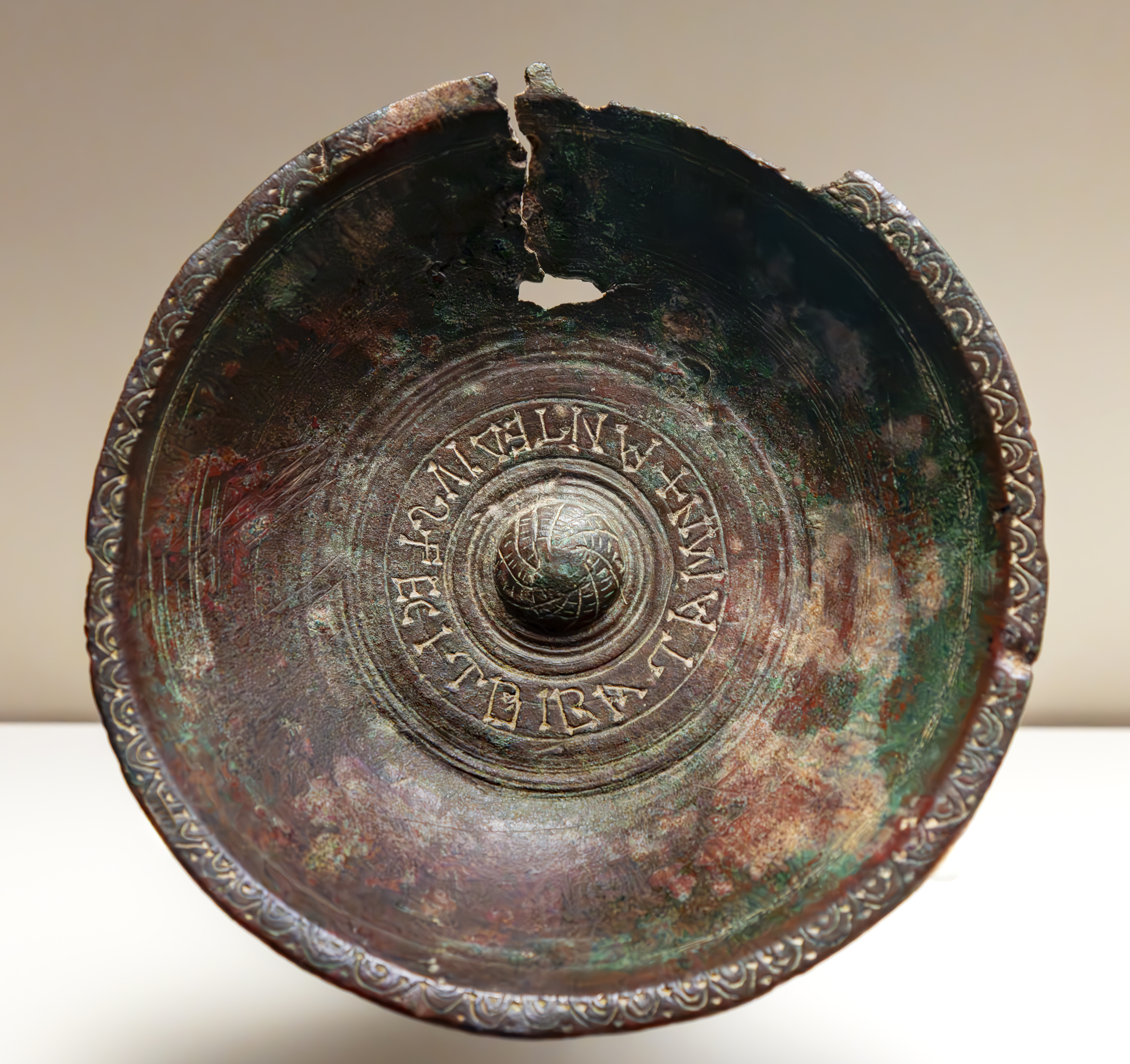
Vaso litúrgico de época visigoda

La persecución de los judíos en la Hispania visigoda se produjo en el Reino visigodo de Toledo tras la conversión del rey Recaredo al catolicismo, abandonando así su fe cristiana arriana anterior. A partir de ese momento los reyes visigodos y la Iglesia católica, que ejerció una enorme influencia sobre ellos a través de los Concilios de Toledo, fueron acentuando su antijudaísmo cristiano y desplegando una serie de medidas contra los judíos y su fe, que han sido calificadas como «vejatorias» y «salvajes». Como ha destacado el historiador británico Edward Arthur Thompson, la terrible persecución que sufrieron los judíos en Hispania «no tiene parangón en los otros reinos católicos de la época. Entre los francos y bizantinos no se dio nada parecido a una política de exterminación continua, sistemática y de ámbito nacional». Por su parte, el también británico Roger Collins afirma: «El trato dispensado a los judíos tanto por parte del poder secular como de la Iglesia en el reino visigodo es el rasgo más negativo de su historia». Por último, el hispanista francés Joseph Pérez destaca el paralelismo que existe entre la persecución de los judíos en la Hispania visigoda y la que se produjo casi mil años después durante el reinado de los Reyes Católicos y que condujo a la expulsión de los judíos de 1492.

## El reino visigodo arriano (507-589)
Los reyes visigodos no trataron de imponer su fe cristiana arriana a sus súbditos hispanorromanos —y galorromanos de la Narbonense—, sino que respetaron el cristianismo católico que profesaban la mayoría de ellos e interfirieron muy poco en las actividades de su Iglesia. En 506 permitieron la celebración en la Galia del Concilio de Agda y en Hispania el II Concilio de Toledo, en 507, al que siguieron otros concilios provinciales —«en Agda, los obispos... hicieron constar en las actas de la reunión que se habían reunido con autorización del rey Alarico y pedían a Dios por su reino y por que le fuera concedida larga vida. En el II Concilio de Toledo daban gracias a Amalarico y pedían a Dios que el rey pudiera garantizar su libertad a lo largo de todo su reinado»—. Así los reyes visigodos arrianos mostraron una notable tolerancia hacia los católicos y su iglesia, lo que contrastará, según E.A. Thompson, con la actitud «mostrada más tarde por los reyes católicos en relación con los arrianos».

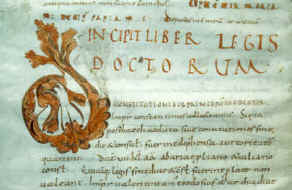
Página del Código de Alarico.

En cuanto a los judíos, se mantuvo la legislación antijudía del Bajo Imperio Romano de época cristiana, aunque los judíos no perdieron su condición de cives romani (ciudadanos romanos) y el judaísmo continuó gozando de un estatus jurídico que garantizaba una cierta libertad religiosa —por ejemplo, no se les podía obligar a realizar ningún tipo de labor en sábado o en el resto de fiestas judías; tenían sus propios tribunales para los litigios entre ellos—. Así lo recogió el Código de Alarico o Lex Romana Visigothorum que refundió la normativa tardorromana relativa a los judíos. A veces se ha dicho que la reducción de las cincuenta y tres leyes sobre los judíos del Codex Theodosianus a tan solo diez sería una prueba de la «tolerancia» hacia los judíos. Sin embargo, esta afirmación sigue siendo objeto de debate, ya que varios historiadores han destacado que algunas de las leyes suprimidas concedían ciertos privilegios a los judíos, como, por ejemplo, la que permitía al judío volver a su antigua religión después de haber abrazado la fe cristiana.
La inmensa mayoría de las leyes recogidas en el Código de Alarico II eran muy desfavorables para los judíos, aunque no sabemos si fueron aplicadas rigurosamente. Así, los judíos no podían poseer esclavos cristianos, excepto los que hubiesen recibido en herencia —«pero la ley no imponía ninguna pena y fue claramente letra muerta», afirma E.A. Thompson—; no podían acceder a determinados cargos públicos (excepto a los de la curia), ni al ejército, ni ejercer determinadas profesiones, como la de abogado —«pues podían usar tales puestos para hacer mal a los cristianos e incluso a los sacerdotes cristianos»—; estaban prohibidos, bajo pena de muerte, los matrimonios mixtos entre cristianos y judíos —que también la ley judía prohibía, así como los concilios católicos—; se prohibió la circuncisión entre los que no fueran judíos de nacimiento, y el médico que la practicara, sería condenado a muerte —en el caso de que el circuncidado fuera un esclavo, este obtendría inmediatamente la libertad y su amo sería castigado con la muerte—; los cristianos que se convirtieran al judaísmo perderían todos sus bienes y su testimonio no sería válido en un juicio, y, por el contrario, se prohibía a los judíos que molestaran a los judeoconversos —el judío que convertía a un cristiano, esclavo o libre, era castigado con la pena de muerte y la confiscación de sus bienes—; se prohibió la construcción de nuevas sinagogas y las que se levantaran contraviniendo esta ley, serían transformadas seguidamente en iglesias cristianas —en las reparaciones de las ya construidas se prohibía que se introdujese ningún tipo de embellecimiento—.

### ¿Tolerancia hacia los judíos?
Algunos historiadores sostienen que las leyes antijudías no fueron aplicadas con rigor, por lo que consideran que durante el reino visigodo arriano hubo tolerancia hacia los judíos —alguno llega incluso a hablar de filosemitismo entre los cristianos arrianos—. Una de las pruebas que suelen aportar es que el papa elogió la decisión de Recaredo, el primer rey visigodo católico, de rechazar una importante suma de dinero de los judíos para que no se aplicaran las leyes antijudías, lo que indicaría que esa práctica se había dado durante el período arriano. E. A. Thompson afirma que «el rey tenía interés en evitar el proselitismo por parte de los judíos… pero en cuestiones religiosas les dejó, en general, vivir en paz. Su actitud mostraba una liberalidad sorprendente en comparación con la que mostrarían algunos de los reyes católicos del siglo VII. Los documentos que poseemos sugieren que esta tolerancia estaba extendida a la población goda en general». Los obispos católicos, en cambio, prohibieron a sus sacerdotes y a sus fieles que comieran en compañía de judíos y a los conversos no los bautizaban inmediatamente, sino que debían permanecer como catecúmenos durante ocho meses.
Joseph Pérez afirma incluso que «la situación de los judíos de España mejoró», ya que «la Iglesia católica, que consideraba el arrianismo como una herejía, perdió mucha de su influencia con la llegada al poder de los visigodos. Los judíos se beneficiaron de aquella circunstancia y gozaron nuevamente de una existencia legal. Algunas medidas que venían de época romana subsistieron, pero parece que no tuvieron ya mucha vigencia. [...] La situación cambió con la conversión del rey Recaredo al catolicismo».
Otros historiadores, por el contrario, califican la supuesta tolerancia como un tópico que las leyes antijudías del Breviarium desmienten. Según Raúl González Salinero, «es muy posible que el posterior endurecimiento de las medidas antijudías en época católica haya podido contribuir, por contraste, a la aparición de una visión mucho más indulgente del trato a los judíos en época arriana. […] Lo cierto es que Alarico II sintió la necesidad de recuperar las leyes que de manera más oportuna sirvieran para salvaguardar (defender) la doctrina cristiana de la perfidia judaica. Así pues, la verdadera diferencia entre ambas épocas estribaría fundamentalmente en el desarrollo de un mayor grado de represión dentro de una misma línea ideológica de sentido claramente antijudío».

## La persecución de los judíos: el reino visigodo católico (589-711)

### Recaredo (586-601) y la conversión al catolicismo

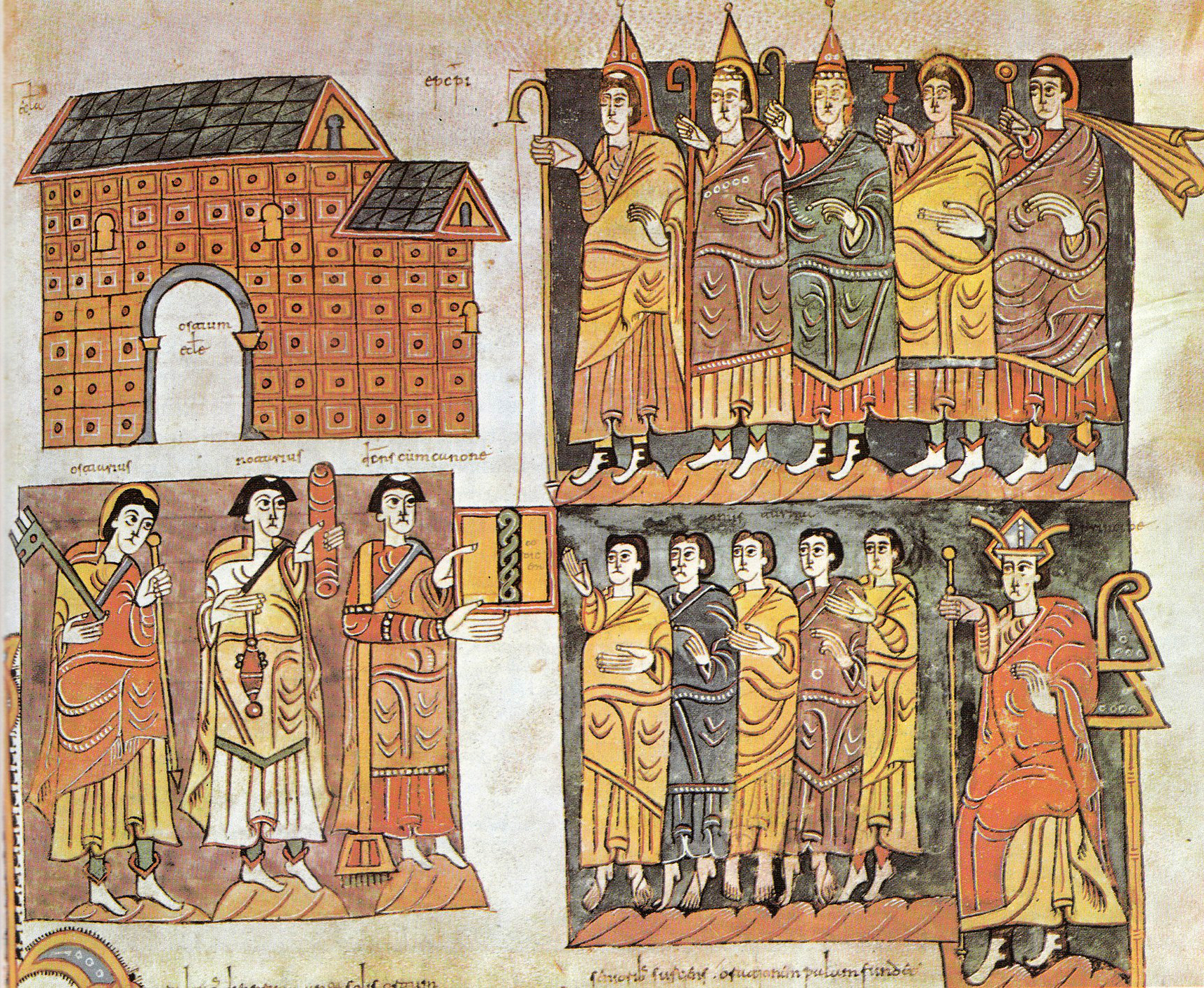
III Concilio de Toledo: Imagen del Códice Vigilano, Biblioteca del Escorial.

Como ha destacado González Salinero, con la conversión al catolicismo del rey Recaredo en el III Concilio de Toledo (589) surge ya una verdadera societas fidelium Christi, es decir, «un cuerpo unitario de súbditos vinculados por una fe común». En este sentido, Recaredo realizó el proyecto unitario de su padre, el rey Leovigildo, pero a diferencia de este lo fundamentó en la fe católica y no en la fe arriana, asumiendo el hecho «de que una minoría arriana difícilmente podría doblegar, aun con el uso de la fuerza, a la inmensa mayoría de la población hispanorromana de credo católico». Así lo expresó el propio Recaredo cuando dijo que su objetivo era favorecer a la Iglesia de Dios «que al mismo tiempo revistió la diversidad de los hombres y las naciones con la sola túnica de la inmortalidad, manteniéndolos unidos a sí con los lazos de una única religión sagrada». De esta forma, la Iglesia católica y su doctrina se convirtieron en la fuente de legitimación de la monarquía visigoda, fundamentada en la unidad del regnum por la fe y en la fe católica.
La novedad principal que introdujo Recaredo en las leyes antijudías, fue una en la que se permitía la conversión forzosa de los judíos al catolicismo, lo que suponía una ruptura con toda la legislación anterior. En cuanto al resto de leyes, Recaredo se limitó a ratificar las incluidas en el Breviarium de Alarico II o algunos cánones del Concilio de Elvira celebrado a principios del siglo IV. Pero sí parece que las aplicó, como lo demostraría el hecho de que un grupo de judíos ofreció dinero al rey para que revocara las medidas decretadas contra ellos, una actitud que fue alabada por el papa Gregorio, quien le escribió en 599:

Conozco también lo que Dios se complace en vuestras obras, por lo que me ha referido mi amado hijo el presbítero Probino, que habiéndose publicado por vuestra excelencia un decreto contra la perfidia de los judíos y habiendo éstos ofrecido una gran cantidad de dinero para doblegar vuestra rectitud, generosamente lo habéis despreciado, prefiriendo a la utilidad propia la causa de Dios y al esplendor del oro el de la inocencia

Así, bajo Recaredo se prohibieron de nuevo los matrimonios mixtos entre judíos y cristianos —incluso que los judíos pudieran tener concubinas cristianas—, el acceso a los cargos públicos, la compra de esclavos cristianos y la circuncisión de los esclavos que ya tuvieran —en ese caso el esclavo debería ser liberado y el amo se convertiría en esclavo del Tesoro—, etc., aunque introdujo la obligación de bautizar a los hijos nacidos de matrimonios o concubinatos mixtos, lo que, según E.A. Thompson, constituiría el «primer, pero no el último, ejemplo de conversión forzada al cristianismo en la España visigoda».
En ocasiones los concilios provinciales de los obispos católicos fueron mucho más lejos en su antijudaísmo. Así, en el Concilio de la Narbonense de 589, el mismo año en que se reunió el III Concilio de Toledo, se aprobó que los judíos deberían descansar durante el sábado Cristiano y que no podrían cantar salmos en el entierro de sus muertos. No existen pruebas de que Recaredo ratificase las decisiones de este sínodo, «pero la actitud de los obispos que participaron en él sería un presagio de lo que iba a ocurrir en el siglo siguiente».

### Sisebuto (612-621) y el inicio de la persecución

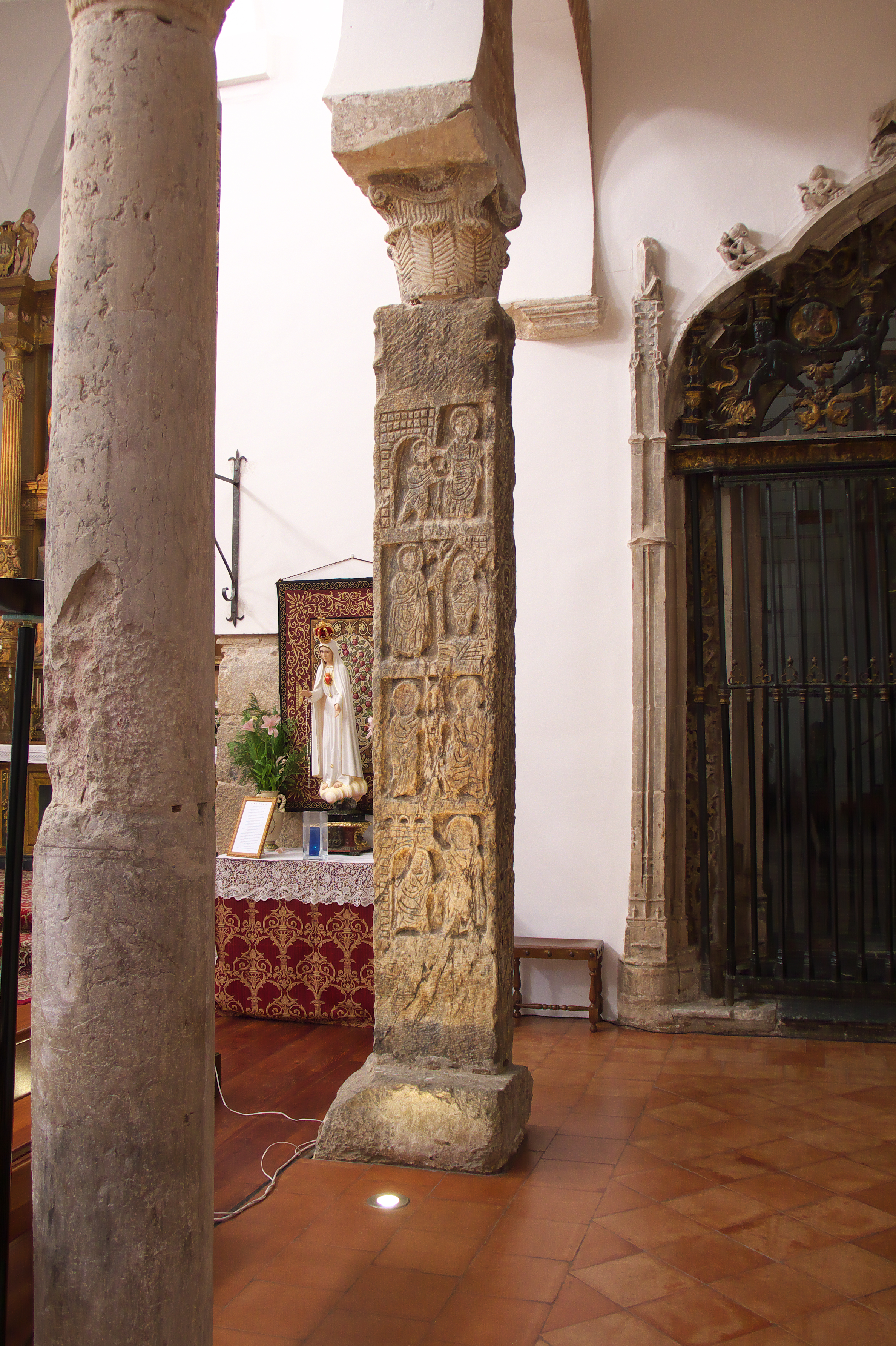
Columna visigoda con bajorrelieves en el interior de la Iglesia de El Salvador de Toledo

Al «piadoso rey Sisebuto» —quien «se interesó vivamente en los asuntos de la Iglesia, a la que gobernó con mano firme» y quien «fue el primer y único rey visigodo que obtuvo y mereció fama como autor latino»— le cabe «el honor de haber comenzado la prolongada y feroz persecución de los judíos, que desfiguró la España del siglo VII». Nada más acceder al trono, «se mostró muy defraudado por la poca efectividad práctica de la legislación de Recaredo», ya que sus sucesores Witerico y Gundemaro no la hicieron cumplir.
Sisebuto aprobó en seguida dos nuevas leyes contra los judíos. En la primera, les prohibía que tuvieran esclavos (o personas dependientes) cristianos, pues «el funesto poder que éstos [los judíos] ejercen entre los cristianos debe ser desarraigado y el pueblo cristiano, consagrado a Dios, debe ser conducido hacia la gracia bajo el recto amor de la fe». El propósito de Sisebuto era conseguir lo más rápidamente posible la liberación de los esclavos cristianos de sus amos judíos, aunque esto no significaba que se convirtieran en hombres libres, sino que los propietarios estaban obligados a vender a sus esclavos a compradores cristianos a un precio razonable, si bien se les ofrecía la posibilidad de manumitirlos. Si antes del 1 de julio de 612 un judío todavía poseía esclavos cristianos, les serían confiscados la mitad de sus bienes y el esclavo obtendría la libertad.
En la segunda, tras ratificar la prohibición absoluta de los matrimonios mixtos, se obligaba a separar a los cónyuges si la parte infidelis (el judío o la judía) se negaba a convertirse al cristianismo, recayendo sobre ellos la pena de destierro perpetuo y la confiscación de todos sus bienes. Al final de esta segunda ley, Sisebuto advertía a los reyes que le sucedieran que recaería una maldición sobre ellos si no hacían cumplir las leyes antijudías —«unos sesenta años más tarde, Ervigio todavía recordaba esta maldición con vivo temor»—. Esta segunda ley también se ocupó del proselitismo de los judíos, endureciendo el castigo a los cristianos convertidos que no quisieran volver a su antigua fe: serían azotados públicamente, sufrirían la decalvación y se convertirían en esclavos del Tesoro. En cuanto al judío que hubiera inducido a un cristiano a convertirse a la ley de Moisés, sería ejecutado y sus propiedades confiscadas. «Son medidas brutales y severas, una forma desproporcionada y fanática de hacer efectiva la función real de defensor de la fe católica».
El resultado concreto de estas dos leyes fue, según Joseph Pérez, «que los judíos quedaban excluidos de la estructura social; como se les prohibía tener esclavos y colonos, les resultaba imposible o por lo menos difícil cultivar o poseer grandes posesiones».
Pocos años después de la promulgación de estas dos leyes, Sisebuto endureció aún más su política antijudía e inició una campaña de conversiones forzosas de los judíos al cristianismo, que había comenzado con los que fueran hijos de los ilícitos matrimonios mixtos, y que culminó con el decreto de la primera conversión general al catolicismo de todos los judíos. El texto original de la ley no se ha conservado, pero a ella se refiere Isidoro de Sevilla en su Historia rerum gothorum suevorum et vandalorum:

Sisebuto, al comienzo de su reinado, llevó por la fuerza a los judíos a la fe católica, mostrando en ello gran celo, pero no según la sabiduría; pues obligó por el poder a los que debió atraer por la razón de la fe y como está escrito: ya por la ocasión, ya por la verdad, con tal de que Cristo sea anunciado

Como consecuencia de este decreto, muchos judíos abandonaron Hispania, pero su número exacto se desconoce. E.A. Thompson afirma que «lo más probable es que solo un pequeño porcentaje de judíos españoles abandonara el país». Joseph Pérez afirma que «la cifra de los que entonces fueron expulsados, se ha calculado en muchos miles y la de los bautizados en 90 000, pero serían probablemente muchos menos».
Los judíos que permanecieron en Hispania, se convirtieron pero solo en apariencia, por lo que «Sisebuto, creó, sin pretenderlo, un problema social y religioso nuevo en Hispania: el problema de los pseudoconversos, núcleo de futuros conflictos sociales y religiosos». Por otro lado, a partir de Sisebuto, la palabra «judío» se utilizará también para designar a los conversos, «que pasaron a convertirse en objetivo prioritario de las medidas represoras».
Sisebuto contaba con la plena colaboración de la Iglesia para su durísima política antijudía. Así, antes de que decretara hacia 616 la conversión forzosa de todos los judíos, el metropolitano de Toledo había excomulgado al comes civitatis de la ciudad por haber permitido que algunos judíos convertidos al cristianismo volvieran a la antigua fe judaica. Después, la Iglesia católica apoyó el decreto de conversión forzosa del «fidelísimo a Dios y victoriosísimo príncipe Sisebuto», quien prefirió conducir a los judíos, «aun en contra de su voluntad, a la verdad antes que verlos permanecer largo tiempo en su enraizada perfidia», y denunció la práctica de algunos judíos de sustituir a sus hijos por niños ajenos cuando tenían que cumplir la norma de bautizarlos, «y así los mantienen paganos en una oculta y abominable simulación», lo que, por otro lado, demostraría lo extendido que estaría el criptojudaísmo entre los nuevos cristianos. Solo después de la muerte de Sisebuto, algún obispo, como Isidoro de Sevilla, mostró alguna reserva sobre la forma como se había llevado a cabo la conversión, pero los obispos justificaron el uso de la fuerza por parte de los reyes para obligar al pueblo a obedecer las leyes y evitar las malas conductas. Los obispos reconocieron el valor de esta forma de bautismo y se opusieron a que los judeoconversos pudieran volver a su antigua fe. «Haber entrado ya en contacto con los divinos sacramentos, haber recibido la gracia del bautismo, ser ungidos con el crisma y compartido el cuerpo y la sangre del Señor, les obligaba a permanecer cristianos, para que el hombre divino no fuera profanado y la fe que habían aceptado no fuera considerada de poco valor y despreciable». Isidoro de Sevilla escribió:

De muchos modos atemoriza Dios a los hombres para que, aunque tarde, se conviertan y sientan mayor vergüenza por el hecho de haber esperado su retorno durante tanto tiempo. Pues a algunos los conmueve ora con amenazas, ora con infortunios, ora con revelaciones, a fin de que se enmienden, estremecidos de terror, los que rehúyen convertirse voluntariamente

### Sisenando (631-636) y los cánones antijudíos del IV Concilio de Toledo

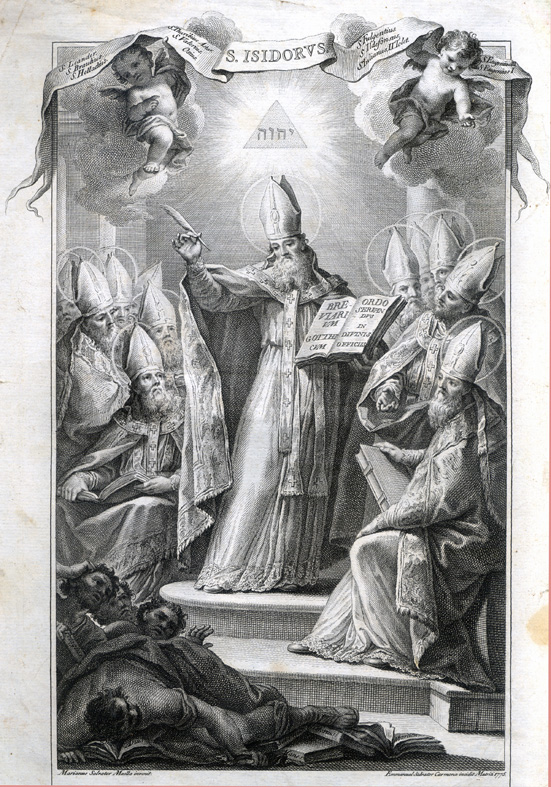
Isidoro de Sevilla, grabado del siglo XVIII

Después de la muerte de Sisebuto, los obispos de la Hispania visigoda se pronunciaron en contra del uso de la fuerza para convertir a los judíos, una postura que ya había sido defendida por el papa Gregorio Magno, que había hablado de que era mejor usar la razón que la fuerza para atraer a los judíos a la fe cristiana, porque la última solo generaba conversiones aparentes. Sin embargo, el papa mantuvo la doctrina canónica de la irreversibilidad del bautismo, por lo que los judeoconversos forzosos no podían volver a su antigua fe judaica, ya que incurrirían en el gravísimo delito de apostasía. En el IV Concilio de Toledo, presidido por Isidoro de Sevilla, se aprobó que «en adelante nadie les fuerce [a los judíos] a creer…, pues no se debe salvar a los tales en contra de su voluntad, sino queriendo para que la justicia sea completa», aunque justificaron el uso de la fuerza para mantener dentro de la fe católica a los judíos convertidos en tiempos de Sisebuto, pues de lo contrario se les absolvería del delito de perjurio, lo que supondría un sacrilegio y la profanación de la Iglesia.

Pero aquellos que fueron convertidos anteriormente por la fuerza al cristianismo, como se hizo por los años del religiosísimo príncipe Sisebuto, porque consta que recibieron los sacramentos divinos y la gracia del bautismo, y que fueron ungidos con el crisma, y que participaron del cuerpo y sangre del Señor, conviene que se les obligue a retener la fe, forzados y necesariamente, admitieron, a fin de que el nombre del Señor no sea blasfemado y se tenga por vil y despreciable la fe que aceptaron

En el IV Concilio de Toledo, inaugurado por Sisenando el 5 de diciembre de 633, se aprobaron diez cánones relativos a los judíos. Dos de ellos siguieron las instrucciones directas del rey. El primero ampliaba a cualquier cargo la prohibición de que pudieran ser detentados por judíos, porque se decía que estos los empleaban para atacar a los cristianos. El segundo reafirmaba las leyes de Recaredo y de Sisebuto, que prohibían que un judío pudiera poseer, comprar o recibir como regalo ningún esclavo cristiano, pero en cuanto a la pena solo se hablaba de que el esclavo fuera liberado, pero no de la confiscación de los bienes del amo judío. En cuanto al resto de cánones, se mantuvo la legislación sobre la prohibición de la circuncisión de los esclavos cristianos que hubiesen vuelto al judaísmo y sobre la obligatoriedad del bautismo para los hijos de los ilegales matrimonios mixtos —de los que se reiteraba su prohibición—, pero se introdujo una importante novedad: la prohibición de los judeoconversos de relacionarse con los judíos no convertidos. Las penas que se imponían eran muy duras, dado que el judío no convertido sería entregado como esclavo a un cristiano y el converso sería azotado públicamente. Por último, se impuso la pena de excomunión para las autoridades laicas y eclesiásticas que, a cambio del soborno o por otra razón, permitieran el incumplimiento de las leyes a los judíos, práctica que al parecer estaba muy extendida.

### Chintila (636-639/40) y la vuelta a las medidas de fuerza

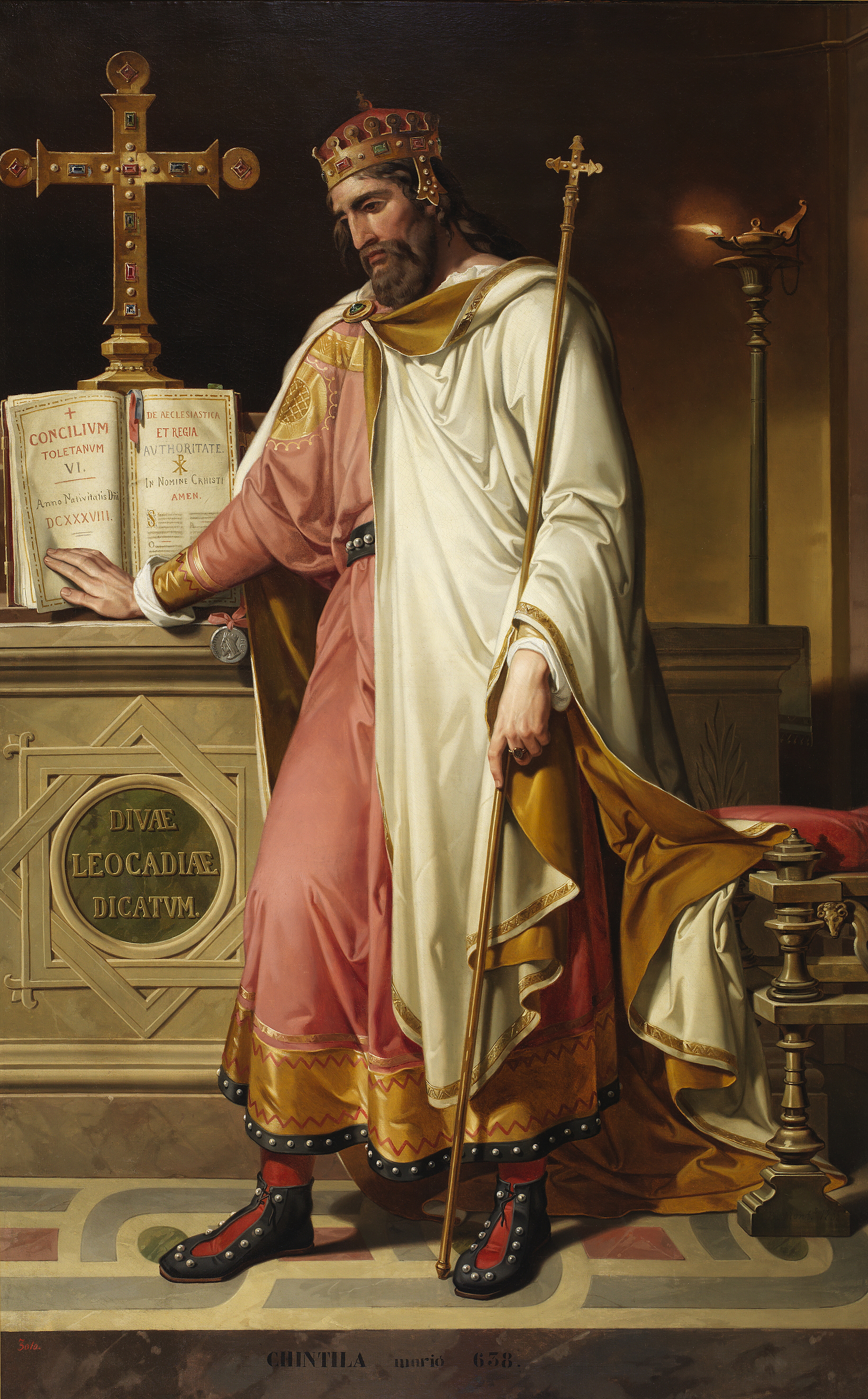
Chintila, rey godo, pintura del siglo XIX

Chintila, empeñado en acabar con la «perfidia» judaica, ordenó reunir a todos los judíos bautizados de Toledo en diciembre de 638 en la iglesia de Santa Leocadia —erigida por Sisebuto y donde se habían reunido varios concilios de Toledo— y les obligó a realizar una profesión de fe o placitum —con el nombre de Confessio vel professio Iudaeorum civitatis Toledanae— por el que se comprometían expresamente a no abandonar nunca la religión cristiana, a renunciar definitivamente a las prácticas judías y a no mantener ningún contacto con aquellos judíos convertidos que supieran que judaizaban. En el placitum también se comprometían a abandonar las costumbres judías como la circuncisión y las reglas de alimentación; a someter a la aprobación de las autoridades la Mishná; y a lapidar hasta la muerte a cualquier judeoconverso que se apartara de la fe católica. Como ha destacado E.A. Thompson, el placitum «contradecía flagrantemente la disposición del IV Concilio, según la cual la política de Sisebuto de conversiones forzadas debía ser abandonada. Pero Chintila había sobrepasado con mucho a Sisebuto y a todas las leyes y cánones».
Chintila reunió el VI Concilio de Toledo (638) en el que se volvió a aprobar la conversión forzosa de los judíos, y se reafirmaron los duros cánones relativos a los judeoconversos aprobados en el IV Conclio de Toledo, celebrado cinco años antes, y que se consideraban «que eran necesarios para su salvación». Por último se ratificó la decisión de Chintila, tomada de común acuerdo con el clero (cum regni sui sacerdotibus), de que solo podrían vivir en su reino los súbditos católicos. E. A. Thompson ha destacado que esta última decisión —no permitir a un no católico vivir en el reino— «era una innovación en la historia de la Europa occidental. Nada parecido se había conocido en el Imperio Romano de Occidente ni en el reino arriano de España. Ni siquiera Sisebuto había llegado tan lejos».

### Chindasvinto (642-653) y la persecución de los criptojudíos

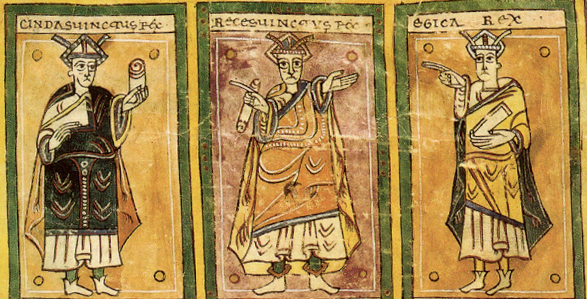
Chindasvinto, Recesvinto y Egica en el Codex Vigilanus.

Chindasvinto solo promulgó una nueva ley sobre los judíos que respondía a la preocupación de la monarquía goda y de la Iglesia sobre la extensión del criptojudaísmo. En ella exhortaba a los «verdaderos fieles» a alejarse del peligro judaizante, pues «de la misma manera que debe ser lamentada por los cristianos la maldad de los prevaricadores de Cristo que existen, igualmente debe ser considerado por todos que nadie en absoluto merezca el perdón cuando se le convenza de que se ha desviado de un buen camino a otro peor». Con el propósito de evitar el proselitismo judío, a los cristianos que practicaban ritos mosaicos, especialmente la circuncisión, se les impuso la pena de muerte.

### Recesvinto (653-672) y la eliminación del judaísmo
Los judíos a partir de Recesvinto «y hasta el final del reino (exceptuando quizás el reinado de Wamba) tuvieron que hacer frente a un constante y salvaje ataque por parte del gobierno, aunque algunos obispos y jueces no lo llevaron a cabo dentro de su esfera de acción».

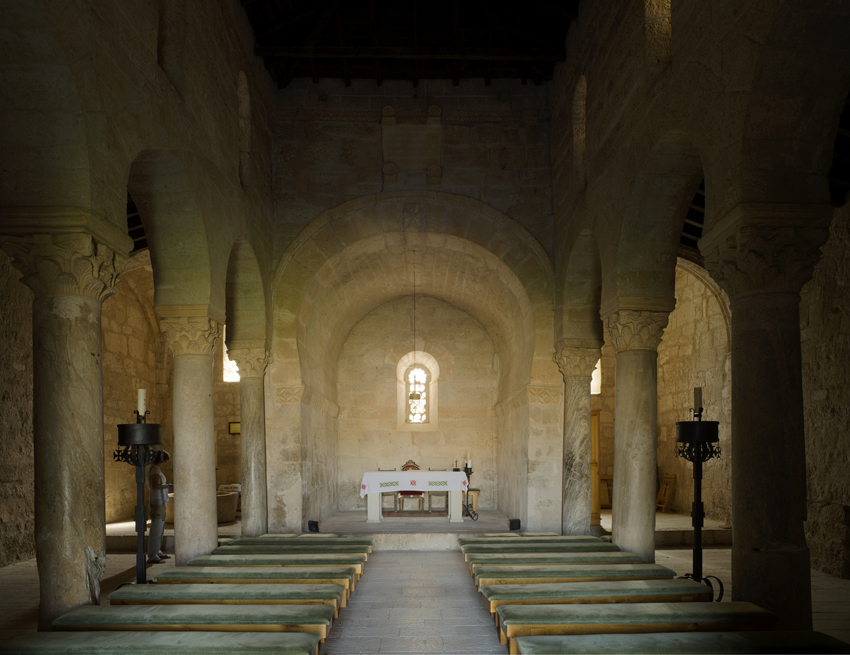
Interior de la Iglesia de San Juan de Baños, mandada construir por Recesvinto y consagrada hacia el 669

En el VIII Concilio de Toledo Recesvinto recordó que la única herejía sacrílega que quedaba en el reino era el judaísmo, señalando además que había muchos conversos que renegaban de la fe cristiana católica después de ser bautizados. El tomus en el que el rey exponía los temas a tratar en el concilio decía:

Denuncio la vida y costumbres de los judíos, cuya contagiosa pestilencia mancha las tierras de mis dominios, pues habiendo el Dios omnipotente exterminado de raíz todas las herejías de este reino, se sabe que sólo ha quedado esta vergüenza sacrílega, la cual se verá corregida por los esfuerzos de vuestra devoción, o aniquilada por la venganza de nuestro castigo…

La respuesta de los obispos fue ratificar los decretos del IV Concilio de Toledo, «pues era indigno que un príncipe de fe ortodoxa tuviera que gobernar a sacrílegos, y que un pueblo de creyentes fuera corrompido por la asociación con los impíos».
Como la respuesta del Concilio de Toledo no fue lo suficientemente dura a juicio del monarca, Recesvinto aprobó una decena de durísimas leyes que fueron recogidas en el Código de Recesvinto y que impedían a los judíos continuar con su detestanda fides et consuetudo al privarles de sus derechos civiles y religiosos. Prohibió la celebración de la Pascua judía y del resto de fiestas religiosas judaicas, la observación del sabat y todas sus prácticas religiosas, incluida la circuncisión, las normas de alimentación o el matrimonio según el rito mosaico. Asimismo prohibió a los judíos entablar pleitos contra cristianos o testificar contra ellos —incluso si eran esclavos—, salvo los conversos de segunda generación que hubieran probado su fe cristiana. La pena que se imponía a los que incumplieran estas normas era la de muerte en la hoguera o la lapidación a manos de los miembros de su propia comunidad judía. Además, al quedar abolido el derecho romano con la promulgación del Código de Recesvinto, los judíos perdieron la inmunidad de ser procesados o convocados judicialmente en sábado.

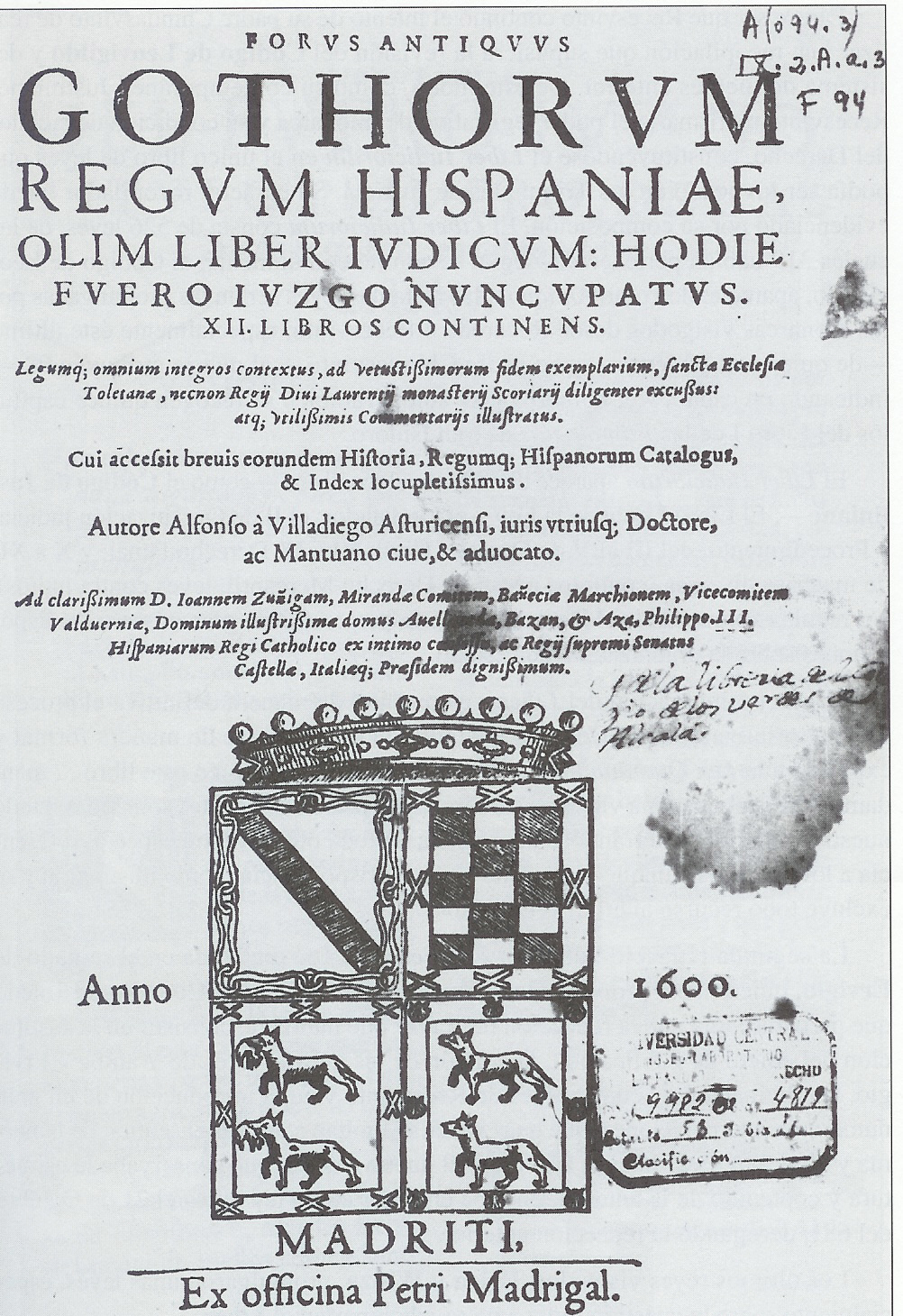
Primera página del Liber Iudiciorum o Código de Recesvinto. Edición de 1600

Para reforzar su política antijudía, los judeoconversos de Toledo fueron obligados a suscribir un nuevo placitum el 18 de febrero de 654 más duro aún que el anterior de Chintila. En él eran obligados a reconocer «la obstinación de nuestra impiedad» que les habría impedido abrazar de corazón la fe católica. Por ello se comprometían en su nombre, en el de sus mujeres y en el de sus hijos, a no realizar ninguna práctica judía, a no tener ningún contacto con judíos no bautizados, ni a casarse con ellos, e incluso a no abstenerse de comer alimentos guisados con cerdo. El castigo era la muerte en la hoguera o la lapidación. Con esto se consumaba «el ataque de Recesvinto contra los judíos», «el primer intento sistemático de usar todo el poder del Estado para eliminar el judaísmo de España». «Participar en las ceremonias judías o tener creencias judías era ahora, y lo siguió siendo durante casi treinta años, un delito capital».
Para asegurarse que los cristianos no siguieran ayudando a los criptojudíos a incumplir las leyes, a cambio de dinero o de cualquier otro servicio, Recesvinto rescató una disposición del IV Concilio de Toledo por la que «cualquier obispo o clérigo o seglar que en adelante les prestare ayuda contra la fe cristiana con dádiva o por favores, será tenido verdaderamente como extraño a la Iglesia católica y al reino de Dios, y hecho anatema como profano y sacrílego, porque es digno de ser separado del cuerpo de Cristo aquel que se convierte en patrono de los enemigos de Cristo». Así fue recogida en el nuevo código que promulgó, el Código de Recesvinto o Liber Iudiciorum.
La política antijudía fue obra del rey, pero no hay ningún testimonio de que los obispos desaprobasen la persecución de los judíos. Por el contrario, tomaron alguna iniciativa sin que Recesvinto interviniera, como en el concilio provincial de la Cartaginense de 655 conocido como el IX Concilio de Toledo, en el que decidieron que los judíos bautizados pasaran las fiestas cristianas junto a su obispo para asegurarse de que su conversión era verdadera.
Recesvinto aún convocó otro concilio de todo el reino en el año 656, el X Concilio de Toledo, en el que se trató un tema escandaloso: que hubiera sacerdotes y diáconos que vendían esclavos cristianos a judíos, una violación de las leyes y cánones que al parecer estaba muy extendida. Los obispos acordaron expulsar de la Iglesia al clero que se dedicara a este comercio.

### Ervigio (680-687) y la erradicación de la «peste judaica»

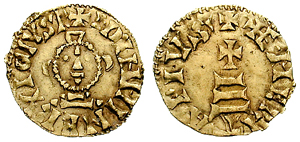
Monedas del rey visigodo Ervigio (680)

Ervigio promulgó unas medidas aún más terribles contra el judaísmo —según Juan José Sayas, «angustiado por la debilidad de su poder, Ervigio suscitó una vez más la cuestión judía como el medio más rápido y eficaz de aunar voluntades en torno suyo, especialmente del influyente sector eclesiástico»—. Así, extremó las disposiciones preventivas establecidas en el IX Concilio de Toledo del reinado de Recesvinto y ordenó a los judeoconversos que debían presentarse ante el obispo, sacerdote o funcionario civil de su lugar de residencia todos los sábados y días de fiesta cristianas y judías, bajo pena de decalvación y de cien azotes. Además, durante esos días las mujeres judías debían ser acompañadas por mujeres cristianas para evitar que los clérigos, que tenían la obligación de vigilarlas, pudiesen cometer con ellas actos deshonestos.
Su política de exterminio de la peste judaica la concretó en el XII Concilio de Toledo, celebrado en 681 nada más iniciarse su reinado, cuando presentó en el mismo nada menos que veintiocho leyes antijudías que acababa de promulgar:

Extirpad de raíz la peste judaica que siempre se renueva con nuevas locuras; examinad también con la más pura intención las leyes que nuestra gloria promulgó poco ha contra la infidelidad de dichos judíos y añadid a las mismas leyes una cláusula confirmatoria, y promulgad estas decisiones contra los abusos de tales infieles reunidas en un suelo cuerpo

Ervigio insistió en la defensa de la fe cristiana frente a los judíos, por lo que se les prohibió leer o poseer libros en los que se la atacase. La pena sería la decalvación pública y cien latigazos, que se aplicaría a partir de los diez años de edad.
La ley más importante que Ervigio promulgó, y confirmó el XII Concilio, fue la que exigió la conversión forzosa de todos los judíos, a los que se daba un plazo máximo de un año (a partir del 27 de enero de 681) para bautizarse ellos, sus hijos y sus esclavos —una medida que no había impuesto Recesvinto—. El que cumplido el plazo no se hubiera bautizado, recibiría cien latigazos, sufriría la decalvación, sería desterrado y sus propiedades confiscadas si el rey así lo decidía —el mismo castigo se impondría al judío que celebrase la Pascua o cualquier otra fiesta judía—.
Además se ordenaba un nuevo placitum que debían realizar los judeoconversos de forma individual ante el obispo, lo que lo diferenciaba de los dos placitum anteriores de Chintila y Recesvinto, que habían sido hechos de forma colectiva. Por otro lado, se vuelven a reiterar medidas anteriores pero endureciéndolas todavía más. Los Iudaei (supuestamente los judeoconversos) debían liberar a sus esclavos cristianos en un plazo máximo de dos meses y si no la hacían, perderían la mitad de sus bienes, o en caso de ser pobres, serían sometidos a la decalvatio y recibirían cien azotes. De esta forma se pretendía evitar que los convirtieran al judaísmo, tal como le había sucedido al esclavo cristiano Mancio quien, según el relato hagiográfico del siglo VII Passio Mantii, sufrió martirio por negarse a abrazar la religión de su amo judío.
La pena impuesta a la circuncisión fue tal vez la más brutal: tanto al circuncidado como al realizador se les cortarían los genitales y si este último era mujer, se le cortaría la nariz —además todos ellos perderían sus propiedades—. Esa misma pena se aplicaría a los que hicieran proselitismo de la religión judaica. También se impusieron importantes restricciones a los judíos que quisieran viajar, ya que en cuanto llegaran a un lugar, debían presentarse ante el obispo, el sacerdote o el juez, que se encargaría de que no celebrasen el sábado judío o cualquier otra fiesta. Debían alojarse entre cristianos y cuando se marcharan, debían comunicar a donde se dirigían para que fueran avisadas con antelación las autoridades eclesiásticas y civiles de su llegada.
Ervigio se preocupó también de que estas leyes fueran cumplidas, por lo que los obispos o los jueces que no las aplicaran, porque fueran sobornados o porque no estuvieran de acuerdo con ellas, pagarían una multa de setenta y dos sueldos. Además, para que los judíos no pudieran alegar el desconocimiento de las leyes, el rey ordenó a los obispos y sacerdotes que reunieran en su iglesia a la comunidad judía y se las leyeran. Lo único que se puede decir a favor de Ervigio, según E.A. Thompson, es que abolió la pena de muerte impuesta por Sisebuto a los que hicieran proselitismo y por Recesvinto a los que incumplieran sus leyes. «Un judío que se negara a abandonar la fe de sus padres, podría ahora por lo menos esperar conservar la vida, aunque en terribles condiciones».
La durísima política antijudía de Ervigio fue alentada y justificada por Julián de Toledo —quien al parecer tenía ascendientes judíos— de esta forma:

Ante cualquier mal que circula por el cuerpo, es costumbre de los buenos médicos cercenar con el hierro la zona afectada y primero amputar radicalmente las podredumbres purulentas, antes de que la parte nociva contagie a las sanas. […] Pienso que vuestra bondad, muy sagrado príncipe, deseará imitar la dulzura de este remedio admirable […] Pues bien, entre estos miembros putrefactos que han de evitarse, se encuentran las lenguas de los judíos, los cuales piensan que Cristo, el hijo de Dios prometido por la Ley, todavía no ha nacido […]

### Egica (687-702) y la esclavización de los judíos

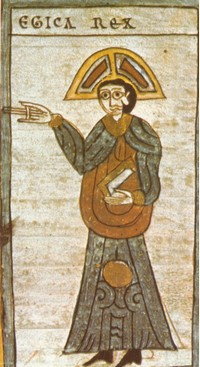
Representación de Égica en el Códice Emilianense

La reiteración de las leyes antijudías a lo largo del siglo VII es una prueba, según E.A. Thompson, de que «a pesar del terror judicial, los judíos habían continuado practicando su religión, poseyendo esclavos cristianos y desempeñando cargos que les otorgaban poder sobre los cristianos; además, tanto el clero como los laicos, al menos en algunos casos, se habían mostrado propicios a pasar por alto las ofensas o habían considerado el soborno como una buena razón para no decir nada». Juan José Sayas afirma lo mismo: «La repetición a lo largo del tiempo de casi las mismas leyes antijudías castigando prácticamente los mismos delitos es un indicativo elocuente de la negligencia en la aplicación de las leyes».
Así pues, cuando Egica accedió al trono, reanudó la persecución de los judíos. «Pero su ataque fue diferente: estuvo encaminado a privarles de la posibilidad de ganarse la vida» con la intención, que él mismo proclamó ante el XVI Concilio de Toledo, de destruir definitivamente el judaísmo.
Egica al principio de su reinado recurrió a medidas pacíficas para impedir que los judeoconversos volvieran a su antigua fe. Les ofreció ventajas económicas —exención de cierto impuesto; poder comerciar libremente con los cristianos— si demostraban su sincera adhesión al catolicismo, aunque mediante un ritual humillante: tenían que recitar ante testigos el Padrenuestro y el Credo y recibir la comunión cada vez que un cristiano, que quisiera comerciar con ellos, dudara de la sinceridad de su conversión. Al mismo tiempo estableció que los judíos no convertidos solo podrían comerciar entre ellos —el cristiano que comerciara con ellos pagaría una multa de 216 sueldos y si era inferior persona, recibiría cien azotes— y no podrían comerciar con ultramar y que las tierras, inmuebles y esclavos que en otro tiempo hubieran adquirido a cristianos, serían confiscadas y pasarían a ser propiedad del Tesoro —aunque este les pagaría una compensación por ellas—.
Pero como muchos conversos retornaban a las prácticas judaicas, Egica, coincidiendo con la asociación al trono de Witiza, tomó la decisión más brutal de toda la historia del reino visigodo de Toledo en contra de los judíos. Con la aprobación del XVII Concilio de Toledo (694), decretó la confiscación de todos los bienes de los judíos (conversos ya la inmensa mayoría), su esclavitud perpetua y la disgregación de sus familias, alegando que no solo habían vuelto a sus ritos judaicos, sino que además habían organizado una supuesta e increíble conspiración con los «judíos de ultramar» (hebrei transmarini) para combatir al pueblo cristiano y usurpar el trono. Este fue el castigo que se impuso a los judíos en el XVII Concilio de Toledo (694).

Se esforzaron con atrevimiento tiránico por arruinar la patria y a todo el pueblo. [...] Quisieron usurpar para sí el trono real... por medio de una conspiración. Y habiendo sabido esta nuestra asamblea con todo detalle este crimen infausto por sus mismas confesiones, decretamos que en fuerza de este nuestro decreto sufran un castigo irrevocable, a saber: que según el mandato del piadosísimo y religiosísimo príncipe nuestro, el rey Egica, que, encendido por el celo del Señor e impelido por el fervor de la santa fe no sólo quiere vengar la injuria irrogada a la cruz de Cristo, sino que también pretende evitar con todo rigor la ruina de su pueblo y de su patria, que aquéllos habían querido cruelmente provocar, privados de todos sus bienes y los demás de su descendencia, arrancados de sus propios lugares, serán dispersados por todas las partes a través de todas las provincias de España, sometidos a perpetua esclavitud, entregándoles al servicio de aquellos a los que el rey ordenare, y no podrán bajo ningún pretexto recuperar de ningún modo su estado de hombres libres, mientras permanezcan en la obstinación de su infidelidad... Decretamos también que, por elección de nuestro príncipe, se designen algunos de los esclavos cristianos de los mismos judíos, que recibirán de los bienes de aquéllos cuanto el tantas veces citado señor nuestro quisiera darles en la escritura de libertad. [...] Respecto de sus hijos de uno y otro sexo, decretamos que, a partir de los siete años, no tengan un mismo techo ni trato con sus padres

«Las personas a las que el rey otorgara los esclavos judíos, tendrían que firmar un compromiso de no permitirles nunca practicar sus ritos. Finalmente, sus hijos les serían arrebatados cuando llegasen a los siete años y serían entregados a cristianos devotos para ser educados, y a su debido tiempo serían casados con cristianos».
Aunque E.A. Thompson no duda de que «algunos obispos y jueces encontraron medios para dejar de imponer estas espantosas leyes», estas fueron aplicadas rigurosamente en varias zonas de Hispania.  Esa fue la situación que sufrieron los judíos durante la corregencia de Egica y Witiza, y no hay señales de que éste la aliviara durante su reinado en solitario. En cuanto a Rodrigo, se desconoce su trato a los judíos.

## Los motivos de la persecución
E.A. Thompson no encuentra justificación ni explicación a la «salvaje legislación contra los judíos, legislación que fue promulgada por todos los reyes [católicos] y confirmada concilio tras concilio durante más de un siglo», y que alcanza su primer clímax con Recesvinto, «quien declaró delito capital el quebrantamiento de cualquiera de sus diez frenéticas leyes», y el segundo y más terrible con Égica, quien justificó la esclavización de los judíos con un «histérico discurso» ante el XVII Concilio en el que habló de un «complot contra el cristianismo» organizado por el «mundo judío» y denunciado por «confesiones» de algunos «conjurados». Thompson además destaca que «esta terrible persecución no tiene parangón en los otros reinos católicos de la época. Entre los francos y bizantinos no se dio nada parecido a una política de exterminación continua, sistemática y de ámbito nacional». Y por otro lado señala que los judíos de Hispania «no puede decirse que ocuparan ninguna posición importante en la sociedad del reino. Además no hay indicio en nuestras fuentes de animosidad contra ellos por parte del pueblo».
Para el historiador británico Roger Collins, los motivos de la persecución fueron políticos y religiosos. Según Collins, los reyes y los obispos no podían tolerar «a los que no era posible integrar en la nueva sociedad que deseaban conseguir», como era el caso de los judíos. «Solo un reino totalmente unido en la práctica de la fe católica sería aceptable a los ojos de Dios y, a este respecto, la existencia del judaísmo dentro de sus fronteras amenazaba la paz y la prosperidad material del reino. La fragilidad del Estado visigodo, cada vez más aparente a partir del decenio de 630, daba progresivamente mayor fuerza a esta consideración».
El hispanista francés Joseph Pérez se pregunta: «¿Cómo explicar la saña de los reyes visigodos, a partir de la conversión de Recaredo, contra unos judíos que no constituían ninguna amenaza?». Tras descartar las motivaciones de tipo económico o político —los reyes visigodos no codiciaban los bienes de los judíos y no se conocen revueltas encabezadas por judíos que se opusieran a la monarquía visigoda—, Pérez se responde: «Todo parece indicar que las medidas discriminatorias están inspiradas por el celo religioso». Y recuerda a continuación los tratados doctrinales antijudíos de Isidoro de Sevilla o de Julián de Toledo y las resoluciones de los Concilios de Toledo, preocupados por el proselitismo de los judíos y por «el peligro de contaminación que suponía su presencia para los conversos, argumento que reaparecerá más tarde para justificar la expulsión de 1492». Por su parte, los monarcas visigodos querían «acabar con una disidencia religiosa que tenía visos de transformarse en disidencia social y política». Pérez concluye: «Motivos de índole religiosa y empeño por lograr la unidad del reino se unen así para acabar con el judaísmo peninsular, claro antecedente de la situación que se dará al inicio de los tiempos modernos».
Según Raúl González Salinero, la persecución se debió fundamentalmente a que los reyes visigodos, y la Iglesia católica estrechamente unida a ellos, consideraron que «los judíos obstaculizaban la identificación entre regnum y ecclesia y quebrantaban el principio de unidad religiosa sobre el que, tanto obispos como reyes, deseaban asentar el control de una sociedad enteramente cristiana». De acuerdo con este historiador, en la persecución tuvo un papel determinante la Iglesia católica, como lo probaría, según él, el hecho de que aquellos reyes visigodos del siglo VII que no contaban con el apoyo del clero, no aplicaron tan duramente las leyes antijudías de sus antecesores, ni promulgaron otras nuevas, mientras que aquellos que mantenían lazos muy estrechos con el clero, fueron los que aplicaron las medidas antijudías más duras. «Tales fueron los casos, por ejemplo, de Isidoro de Sevilla con Sisebuto, de Braulio de Zaragoza e Ildefonso de Toledo con Recesvinto, o de Julián de Toledo con Ervigio».

### El antijudaísmo de la Iglesia católica
Aunque en el IV Concilio de Toledo criticaron la política de conversiones forzosas de Sisebuto (cuando este ya había muerto), los obispos católicos apoyaron las leyes antijudías cada vez más brutales que les proponían los reyes. «Recesvinto no había atacado a los judíos que celebraran sus ritos, o al menos a los que no hubieran sido descubiertos haciéndolo. Pero esta actitud era demasiado negativa para los obispos en el momento en que tuvieron las manos libres en tiempos de Ervigio. Ya estaba olvidada la protesta del IV Concilio. Los judíos fueron obligados, todos, a bautizarse». Así, el papel que desempeñaron los obispos a lo largo del siglo VII «en los asuntos públicos fue indigno», afirma E.A. Thompson.

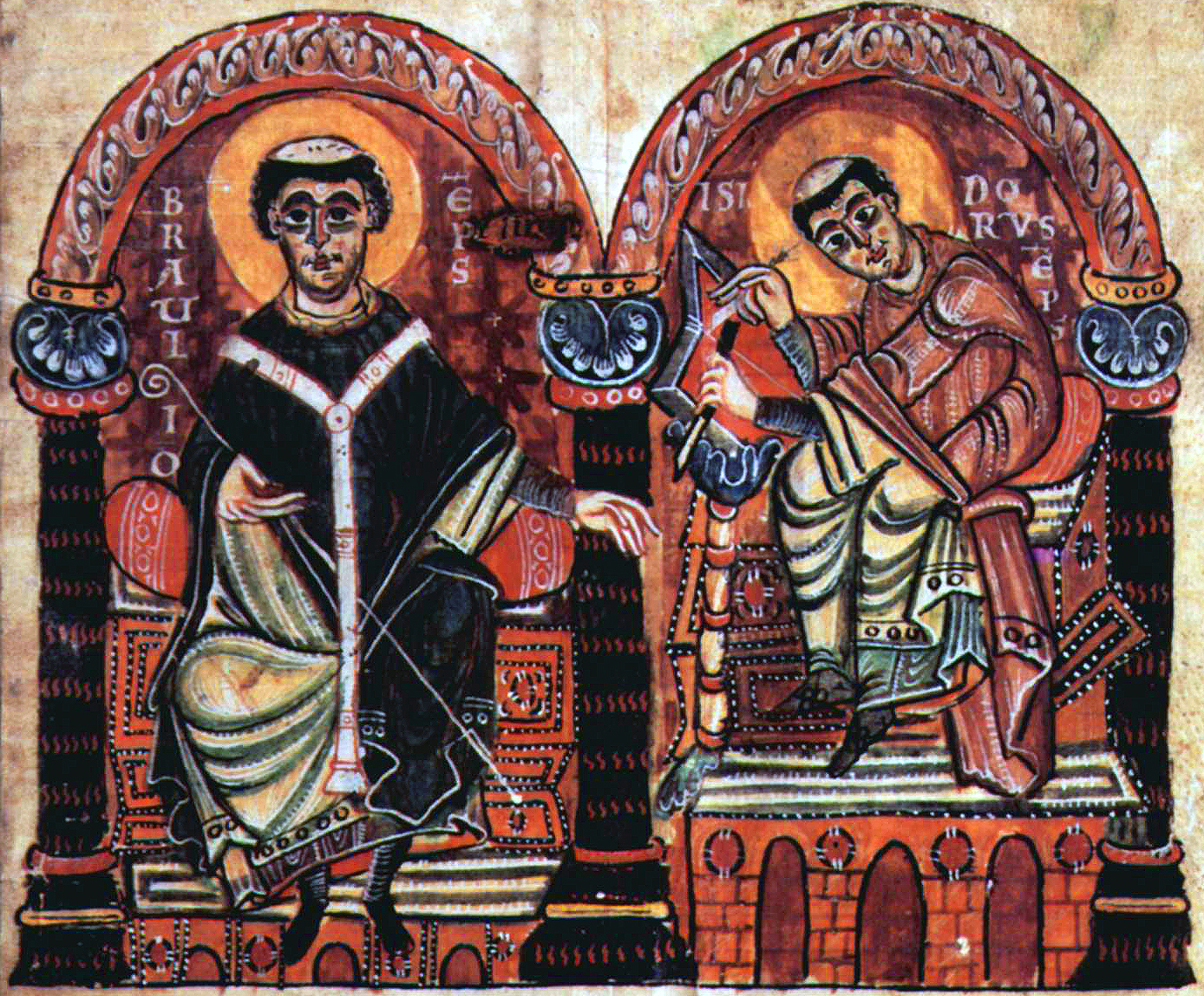
Braulio de Zaragoza e Isidoro de Sevilla en una miniatura otoniana del.

Asimismo la abundante literatura antijudía de los miembros más cultos de la jerarquía católica alentó y justificó la persecución a que fueron sometidos los judíos. Así, Isidoro de Sevilla escribió De fide católica ex veteri et novo testamento contra Iudaeos en el que trataba de probar el fin de la Ley judaica; Braulio de Zaragoza fue el probable redactor del primer placitum de los judeoconverso de Toledo (Confessio vel professio Iudaeorum civitatis Toletanae) del 637; Ildefonso de Toledo escribió De virginitate perpetua Sanctae Maria, un tratado contra los que negaban la virginidad de María, especialmente contra los judíos; Julián de Toledo fue el autor de De comprobatione sextae aetatis adversus Iudaeos en el que defendía que Jesucristo era el Mesías y rechazaba la creencia judía de que la «la sexta edad del mundo» no había llegado aún porque la venida del verdadero Mesías no se había producido.
El argumento central de los ataques al judaísmo por parte de estos autores era, como escribió Isidoro de Sevilla, que los judíos «niegan a Cristo, el Hijo de Dios», de lo que deducían que el Mesías al que los judíos decían seguir esperando no podía ser otro que el Anticristo. Así lo expresaba Julián de Toledo: «en efecto, esta misma es la causa que aducís, por la que decís que Cristo no ha venido, pues es evidente que estáis esperando a otro, ciertamente al Anticristo». Así, los judíos eran equiparados a los herejes, calificados de falsos, malvados y blasfemos. Ildefonso de Toledo llega al extremo de considerar a la Sinagoga como una congregación propia de animales:

A nuestra congregación nunca la llamaron los apóstoles sinagoga, sino siempre Iglesia, bien por distinguir, bien porque entre congragación, a que corresponde sinagoga, y convocatoria, a que corresponde el nombre de Iglesia, hay alguna diferencia; a saber, porque también los animales suelen congregarse, y de ellos decimos propiamente que son los greges; convocar, en cambio, es más bien propio de los racionales como son los hombres

La valoración que hacían de los judíos se resumía en el concepto de perfidia iudaica, que de concepto teológico pasó a tener un significado político, equiparándose a la noción de traición, una idea que recorrerá toda la Edad Media. Este fue el fundamento principal de la brutal política antijudía del rey Egica, dispuesto a acabar con esta peligrosa minoría.
Uno de los temas de los que más se ocuparon estos autores católicos hispanos fue el de la circuncisión. Como ha explicado Raúl González Salinero, «para Isidoro [de Sevilla], la circuncisión carnal de los judíos no era más que un signo distintivo que carecía de todo valor salvífico. Por el contrario, el bautismo (o circuncisión espiritual) limpiaba todos los pecados y ofrecía la salvación eterna al pueblo cristiano. Esta pérdida de todo valor religioso convertía a la circuncisión en una marca despreciable e indigna». Esto es lo que explica que fueran numerosas las leyes que la prohibieron agravando paulatinamente el castigo que merecían aquellos que la practicaran en hombres libres que no fuesen judíos. Así se pasó del exilio y la confiscación de bienes en época arriana, a la pena muerte a partir de Chindasvinto. Pero Recesvinto y Ervigio aún fueron más lejos: el primero prohibió la circuncisión a todos los judíos, incluidos los conversos, bajo pena de muerte por lapidación u hoguera; el segundo decretó la amputación de los genitales a los hombres que la practicaran y de la nariz a las mujeres que la consumaran o indujeran a otros a ello.
Otro de los temas que más les obsesionó fueron el sabbat y las fiestas judías, lo que quedó reflejado en la legislación visigoda que las prohibieron bajo penas de cien latigazos, destierro y confiscación de bienes, y que también obligaba a los judíos a observar las fiestas cristianas. Isidoro de Sevilla, «que ignoraba el hebreo y, por tanto, tenía un conocimiento muy deficiente de las creencias y observancias judaicas», escribió sobre el sabbat:

La ociosa festividad de los judíos [el sábado] se emplea, dedicados todos al exceso sexual, para la lujuria, para la bebida, para provecho de la vida terrenal, para servir al vientre y al amor físico.

También fueron objeto de ataques las costumbres alimentarias judías, lo que de nuevo se reflejó en las leyes. Recesvinto llegó a imponer la pena de muerte por fuego o lapidación a los que respetaran los preceptos judaicos sobre los alimentos. A los conversos se les permitió abstenerse de comer carne de cerdo, pero Ervigio restringió esta excepción a los judíos bautizados que fueran verdaderamente buenos cristianos.